# Shanghai Darts Masters 2017
De Shanghai Darts Masters was de tweede editie van de Shanghai Darts Masters. Het toernooi was onderdeel van de World Series of Darts. Het toernooi werd gehouden van 6 juli  tot 7 juli 2017 in het Pullman Hotel, Shanghai. Michael van Gerwen was de titelverdediger, en won ook de tweede editie van het toernooi door in de finale met maar liefst 8-0 te winnen van Dave Chisnall.

## Deelnemers
Net als in elk World Series toernooi speelde ook hier 8 PDC Spelers tegen 8 darters uit het land/gebied waar het toernooi ook gehouden wordt. De deelnemers waren:
- Gary Anderson
- Michael van Gerwen
- Peter Wright
- Gerwyn Price
- Dave Chisnall
- James Wade
- Phil Taylor
- Raymond van Barneveld
- Paul Lim
- Haruki Muramatsu
- Royden Lam
- Hyun-chul Park
- Liu Cheng An
- Li Wei Hong
- Zong Xiao Chen
- Chen Hai Long

2016 · 2017 · 2018